# Гірничорозвідувальні роботи
Гірничорозві́дувальні робо́ти (експлуатаційна розвідка) — частина гірничих робіт, що проводяться з метою уточнення контурів покладів, запасів, речовинного складу та фізико-механічних властивостей корисних копалин і порід, планування гірничих робіт і вирішення ряду інших завдань, пов'язаних із розробкою родовища.
Перше наукове дослідження явищ виявлення підземних родовищ різних руд і мінералів, проведене доктором філософії Йоганнесом Вальтером (1860—†1937).